# Moiporá
Moiporá é um município brasileiro do estado de Goiás. Sua população estimada em 2022 era de 1.685 habitantes.
Há um distrito pelo qual Moiporá o governa. O distrito tem o nome de Messianópolis.
Que na década de 60 foi município de Israelândia.
Que é uma cidade "simples" que tem uma "igrejinha", tem uma quadra poliesportiva, um campo de futebol, pelo qual é disputado o campeonato monte-belense.
Moiporá é um cidade que pode crescer se for reconhecida pelos fazendeiros e demais pessoas.